# Pablo Orbaiz
Pablo Orbaiz Lesaka (Pamplona, 6 febbraio 1979) è un ex calciatore spagnolo, di ruolo centrocampista.

## Carriera
Ha giocato per 11 anni nell'atlethic bilbao, collezionando più di 200 presenza e 10 goal. Ha giocato anche nel campionato greco e russo
Ha anche giocato nella nazionale spagnola, sia nelle giovanili, con la quale ha vinto il mondiale U-20 del 1999, e nella prima squadra con l'esordio il 21 agosto 2002, in un'amichevole contro l'Ungheria disputata a Budapest, terminata 1-1. In quell'occasione, Orbaiz è stato sostituito al 61º minuto.

## Palmarès

### Club
- Campionato greco: 1

Olympiakos: 2011-2012
- Coppa di Grecia: 1

Olympiakos: 2011-2012
- Supercoppa di Russia: 1

Rubin Kazan': 2012

### Nazionale
- Campionato mondiale Under-20: 1

Nigeria 1999